# Нік Спенсер
Нік Спенсер (англ. Nick Spencer; 18 серпня 1967) — американський письменник коміксів, відомий своїми працями, для таких видавництв як Image Comics та Marvel Comics, на серіях The Amazing Spider-Man та Superior Foes of Spider-Man.

## Біографія
Під час навчання в коледжі Спенсер написав три картини до Marvel Comics незабаром після відбитку Marvel Knights, розпочатого в 1998 році.
У березні 2018 року було оголошено, що Спенсер буде писати відновлену серію The Amazing Spider-Man, яка прем'єра цього року, замінивши давнього письменника Деня Слотта, як частину Fresh Start відновлення в липні цього року.

### Marvel Comics
- Amazing Spider-Man #1-тепер (2018-тепер)
- Superior Foes of Spider-Man #1–17 (2013—2014)
- Iron Man 2.0 #1–12 (2011)
- Ant-Man #1–5 (2015)
- Captain America: Steve Rogers #1–19 (2016–2017)

## Українські переклади
- Нік Спенсер та Донні Кейтс, Доктор Стрендж: Прокляття. Переклад з англійської: Сергій Ковальчук. Київ: «Fireclaw», 2019. 112 стор. ISBN 978-966-97808-7-4